# Паранцистры
Паранцистры (лат. Parancistrus) — род лучепёрых рыб из семейства кольчужных сомов, обитающий в Южной Америке. Научное название происходит от греч. para — «рядом», «в», и agkistron— «крюк».

## Описание

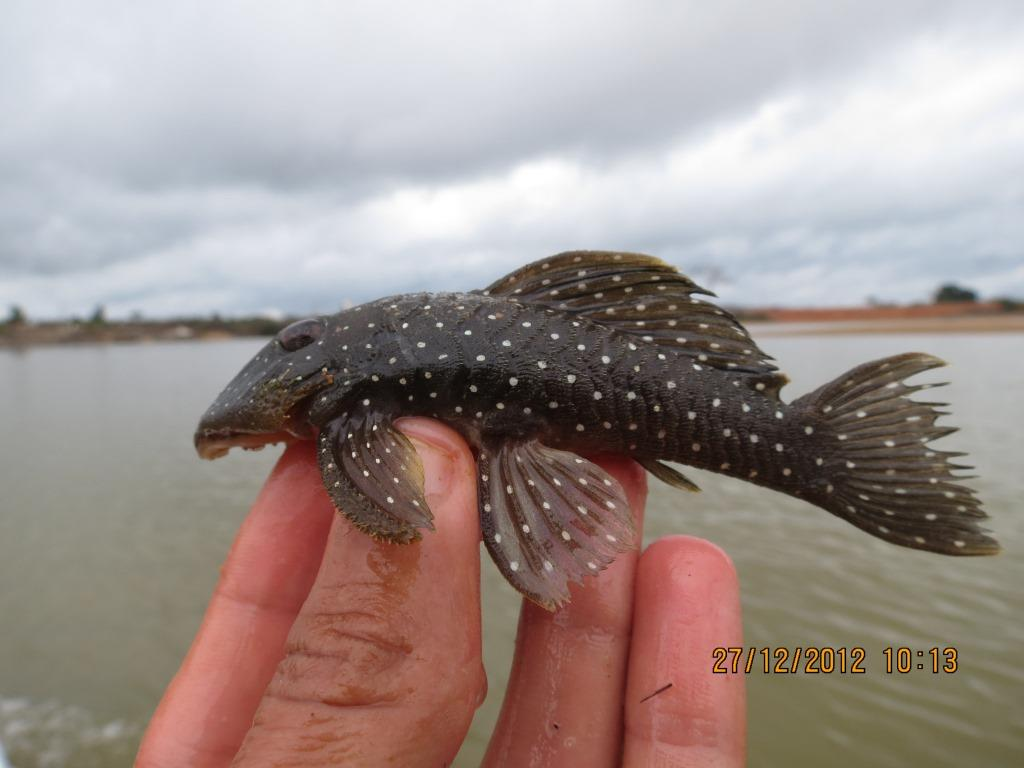
Parancistrus nudiventris

Общая длина представителей этого рода колеблется от 17,5 до 19,3 см. Внешне несколько похожи на сомов рода Baryancistrus. Голова крупная, несколько уплощена сверху. Рот представляет собой своеобразную присоску. Жаберные отверстия велики. Вокруг него присутствуют мясистых складок на голой области. Туловище коренастое, массивное, сжатое в области брюха. У самцов на нем присутствуют удлинённые одонтоды (кожаные зубчики). Спинные плавники высокие и длинные, их мембрана совмещена с шипом жирового плавника. У половозрелых самцов на грудных плавниках есть тёмные пятнышки и удлинённые одонтоды на шипах.
Окрас колеблется от серого до чёрного цвета, иногда с тонкими полосками или крупными и мелкими пятнами белого окраса.

## Образ жизни
Это бентопелагическая рыбы. Предпочитают пресную и чистую воду, активны в сумерках или ночью. Днём прячутся среди коряг. Питаются мелкими водными беспозвоночными. Добыча всасывают с помощью рта.

## Распространение
Обитают в бассейнах рек Укаяли, Шингу и Токантинс.

## Содержание в аквариуме
Необходимо держать в аквариумах высотой 35—40 см, ёмкостью от 150—200 литров. Дном служит мелкий песок белого или жёлтого цвета. Вдоль задней стенки сооружают ряд укрытий из каменных пещер, в центре и по углам следует поместить коряги. Растения не нужны. Эти сомы подвержены стрессам, поэтому карантинам следует уделять особое внимание.
Неагрессивные рыбы, содержать можно по несколько особей — главное, чтобы у каждого сома было персональное убежище. Хорошо уживаются с другими кольчужными сомами. Едят заменители живого корма с добавлением свежих овощей. Из технических средств понадобится мощный внутренний фильтр и компрессор. Температура содержания должна составлять 22-27 °C.

## Классификация
На апрель 2018 года в род включают 2 вида:
- Parancistrus aurantiacus (Castelnau, 1855) — Золотистый паранцистр[1]
- Parancistrus nudiventris Rapp Py-Daniel & Zuanon, 2005